# ليزا سانت أوبين دي تيران
ليزا سانت أوبين دي تيران (بالإنجليزية: Lisa St Aubin de Terán)‏ (2 أكتوبر 1953، لندن في المملكة المتحدة)؛ كاتِبة ومؤلِّفة، صحفية وروائية بريطانية.